# Paranarychia
Paranarychia é um gênero de mariposa pertencente à família Acrolophidae.